# Galaxias rostratus
Galaxias rostratus är en fiskart som beskrevs av Carl Benjamin Klunzinger 1872. Galaxias rostratus ingår i släktet Galaxias och familjen Galaxiidae. IUCN kategoriserar arten globalt som sårbar. Inga underarter finns listade i Catalogue of Life.